# Wer sich selbst erhöhet, der soll erniedriget werden, BWV 47
Wer sich selbst erhöhet, der soll erniedriget werden, BWV 47
(Aquell qui es lloa serà humiliat), és una cantata religiosa de Johann Sebastian Bach per al dissetè diumenge després de la Trinitat, estrenada a Leipzig, el 13 d'octubre de 1726.

## Origen i context
El text és de Johann Friedrich Helbig, secretari de la cort d'Eisenach, que l'any 1720 va escriure un cicle intitulat Auffmunterrung zur Andacht (Exhortació a la pietat), que fou emprat per Telemann en la composició d'un bon nombre de cantates, totes elles amb cinc números. L'obra s'inicia amb una cita evangèlica del dia Lluc (14, 11) i, en el coral final, acaba amb l'onzena estrofa de l'himne Warum betrübst du dich, mein Herz. Al voltant del recitatiu central, hi ha un dues àries i dues intervencions del cor, que completen la disposició simètrica. 	 
Forma part del grup de cantates compostes el segon semestre de 1726, en què hi apareix l'orgue com a instrument obligat, amb paper de solista i no només com a component del continu; és probable que el mateix Bach el toqués el dia de l'estrena. Per a aquest diumenge es conserven, a més, la BWV 148 i la BWV 114, compostes amb anterioritat.

## Anàlisi
Obra escrita per a soprano, baix i cor; dos oboe da caccia, orgue obligat, corda i baix continu. Consta de cinc números.
1. Cor: Wer sich erhölet, der soll erniegriget werden (Aquell qui es lloa serà humiliat)
2. Ària (soprano): Wer ein wahrer Christ will heissen (Aquell qui vol ser anomenat bon cristià)
3. Recitatiu (baix): Der Mensch ist Kot, Stank, Asch und Erde (L'home és fang, immundícia, cendra i terra)
4. Ària (baix): Jesu, beuge doch mein Herze (Jesús, doblega doncs el meu Cor)
5. Coral: Der zeitlichen Ehrn will ich gern entbehrn (Renuncio conscientment als honors terrenals)

El cor inicial, com d'habitual, és la part més interessant de l'obra, estructurat en quatre seccions, comença amb una introducció instrumental on hi alternen els oboès i la corda; el motiu que canta "Aquell qui es lloa" té una direcció ascendent, mentre que l'altre motiu "Aquell qui s'humilia", en pren una de descendent. Al número 2, apareix l'orgue obligat, que Bach substituí per un violí en una reedició de l'obra, l'any 1734; a destacar que la part que parla d'"humilitat" està caracteritzada per una melodia fluida, i, en canvi, la que ho fa de "supèrbia" és molt més rítmica. Després d'un recitatiu de baix sense res a destacar, ve l'ària, també de baix, que és un concertant dels oboès i els violins, i es reprèn el tema central de l'obra, l'oposició: supèrbia – humilitat. El coral final canta l'estrofa indicada amb una harmonització molt senzilla, d'acord amb la sobrietat del text. Té una durada aproximada de vint minuts.

## Discografia seleccionada
- J.S. Bach: Das Kantatenwerk. Sacred Cantatas Vol. 3. Nikolaus Harnoncourt, Wiener Sänngerknaben & Chorus Viennensis, Hans Gillesberger (director del cor), Concentus Musicus Wien, Rud van der Meer. (Teldec), 1994.
- J.S. Bach: The complete live recordings from the Bach Cantata Pilgrimage. CD 44: Allhelgonakyrkan, Lund; 14 d'octubre de 2000. John Eliot Gardiner, Monteverdi Choir, English Baroque Soloists, Daniel Taylor, Christoph Genz, Gotthold Schwarz. (Soli Deo Gloria), 2013.
- J.S. Bach: Complete Cantatas Vol. 18. Ton Koopman, Amsterdam Baroque Orchestra & Choir, Sandrine Piau, Klaus Mertens. (Challenge Classics), 2005.
- J.S. Bach: Cantatas Vol. 47. Masaaki Suzuki, Bach Collegium Japan, Hana Blazikova, Peter Kooij. (BIS), 2010.
- J.S. Bach: Church Cantatas Vol. 16. Helmuth Rilling, Gächinger Kantorei, Bach-Collegium Stuttgart. Arleen Augér, Phillipe Huttenlocher. (Hänssler), 1999.
- J.S. Bach: Cantatas for the Liturgical Year Vol. 16. Sigiswald Kuijken, La Petite Bande, Gerlinde Säman, Jan van der Crabben, (Accent), 2011.